# Русское общество Оксфордского университета
Новое российское общество Оксфордского университета (Oxford New Russian Society) — общественная организация, которая занимается поддержкой русскоязычных студентов Оксфордского университета и ставит задачу распространения среди студентов информации о русской культуре.
Цель общества объединить соотечественников в Оксфорде, в целях содействия русскому языку и культуре, а также поддерживать русскоязычных студентов, желающих учиться в Оксфорде. Для того, чтобы реализовать эти цели, Русское общество регулярно проводит такие мероприятия, как демонстрация фильмов на русском языке, обеды с целью общения на русском языке, концерты российских исполнителей, лекции известных политиков и деятелей культуры из России и других стран по темам, связанным с современной российской политикой и культурой.